# Godefroid Van Melderen
Godefroid Van Melderen was een Belgisch voetballer die als doelman speelde.
Op 17 april 1909 debuteerde Van Melderen in doel bij het Belgisch voetbalelftal in een wedstrijd tegen Engeland. De wedstrijd werd met 11-2 verloren. Een week later, op 25 april stond Van Melderen in doel tijdens een vriendschappelijke wedstrijd tegen Nederland. Hij incasseerde opnieuw 4 doelpunten, waarmee een eindstand van 4-1 werd bekomen.